# Меганська Ольга Борисівна
Ольга Борисівна Меганська (нар. 6 березня 1992 року, Ярославль, Росія) — російська співачка, колишня солістка гурту «ВІА Гра».

## Біографія

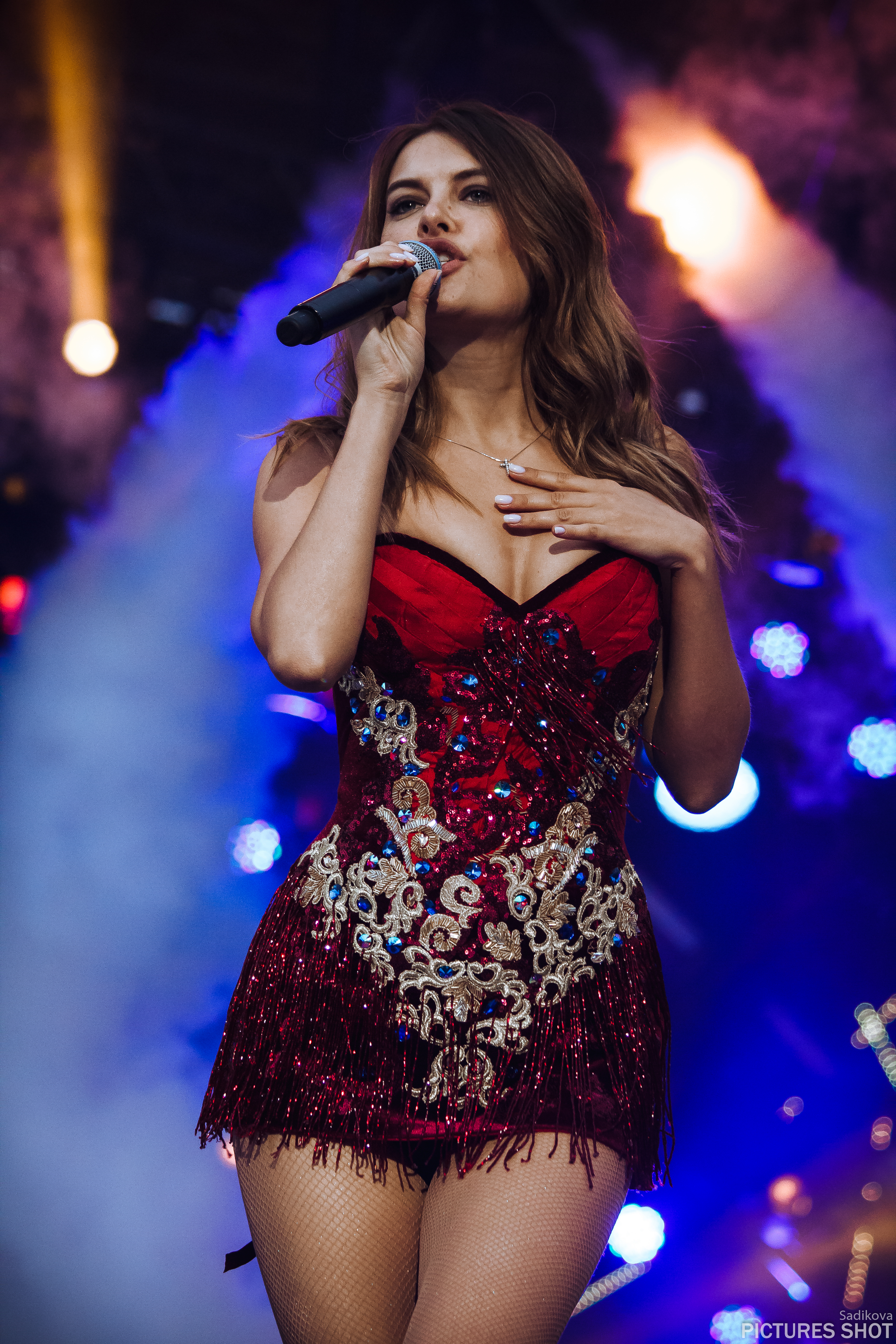

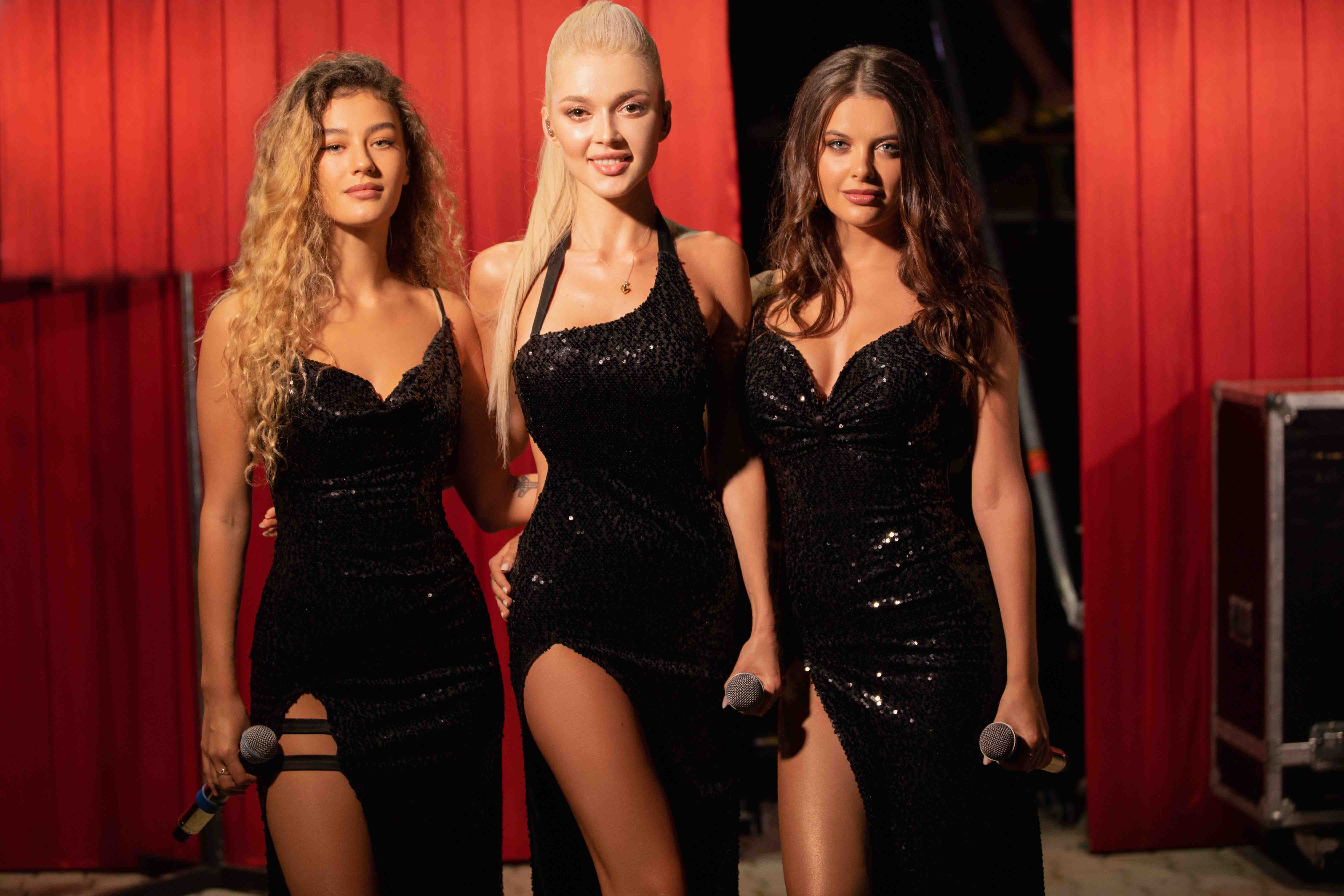
Ольга (праворуч)

Ольга Меганская (за непідтвердженими даними її справжнє прізвище — Магдичанська) народилася 6 березня 1992 року в Ярославлі. Музикою Ольга займається з ранніх років. Паралельно з навчанням в загальноосвітній школі Меганская відвідувала класи сольфеджіо та фортепіано, а отримавши атестат, поступила в Санкт-Петербурзький державний інститут культури на факультет «Музичне мистецтво естради». Відомо, що Ольга брала участь в численних вокальних конкурсах і не раз займала призові місця. Свою кар'єру співачки Ольга почала з того, що співала в ресторанах і барах, на весіллях та інших урочистих заходах. У Північній столиці Меганской доводилося виступати на розігріві музичних груп Сплін і Boney M., а також таких відомих виконавців, як Леонід Агутін і Сергій Шнуров. Дівчина підкорювала серця слухачів приємною музикою в стилі lounge, funk і jazz, англійською та російською мовами. Прагнучи до слави, Ольга взяла участь в «сліпих» прослуховуваннях 6-го сезону популярного музичного проекту Голос влітку 2017 року, проте жоден наставник — ні Діма Білан, Пелагея, Олександр Градський або Леонід Агутін — не повернувся до Меганської. Дівчина виступала першою і не змогла впоратися з хвилюванням, але не опустила руки і продовжила йти до мрії. 
На початку 2018 року солістка колективу «ВІА Гра» Міша Романова, яка виступала в ньому з 2013 року, офіційно підтвердила, що йде з групи і збирається зайнятися особистим життям. Незабаром продюсер групи, Констянтин Меладзе, оголосив про початок кастингу нової солістки популярного колективу. Ольга не упустила свій шанс стати колегою Анастасії Кожевнікової і Еріки Герцег і відправила заявку на участь через соцмережі. Хороші вокальні дані і модельна зовнішність Меганської не залишилися непоміченими — дівчину швидко затвердили на роль третьої «віагрянки». 16 жовтня на своїй сторінці в соціальній мережі оголосила що покидає колектив.
Позиція на рахунок війни
Засудила російську агресію проти України 

## Особисте життя
Про особисте життя Ольги нічого не відомо.

## Дискографія

### В складі групи «ВІА Гра»
- Я полюбила монстра (2018)
- ЛюбоЛь (2019)
- 1+1 (2019)

## Відеографія

### В складі групи «ВІА Гра»
| Рік  | Кліп                 | Склад                                | Режисер         |
| ---- | -------------------- | ------------------------------------ | --------------- |
| 2018 | «Я полюбила монстра» | О. Меганська, Е. Герцег, У. Сінецька | Хиндрек Маасик  |
| 2019 | «ЛюбоЛь»             | О. Меганська, Е. Герцег, У. Сінецька | Заур Засеев     |
| 2019 | «1+1»                | О. Меганська, Е. Герцег, У. Сінецька | Сергій Солодкий |